# Hylophylax
Hylophylax é um género de ave da família Thamnophilidae.
Este género contém as seguintes espécies:
- Hylophylax naevioides
- Guarda-floresta, Hylophylax naevia
- Guarda-várzea, Hylophylax punctulata
- Rendadinho, Hylophylax poecilonota